# Antoninho Trevisan
Antoninho Marmo Trevisan (Ribeirão Bonito, 30 de março de 1949) é um empresário brasileiro.

## Biografia
Nasceu em Ribeirão Bonito e se mudou para São Paulo aos dez anos.[
Auditor e consultor de empresas, se formou em Ciências Contábeis pela PUC de São Paulo. Foi sócio-diretor da PWC Brasil.
Em 1983, fundou a Trevisan Auditores e Consultores, e em 1998 fundou a Trevisan Escola de Negócios.
É também Diretor da Revista Trevisan e Presidente do Conselho do Programa da Qualidade no Serviço Público – Prêmio Nacional da Gestão Pública – PQGF, vinculado ao Ministério do Planejamento, Orçamento e Gestão.
Publicou o livro Empresários do Futuro: Como os jovens vão conquistar o mundo dos negócios.
É membro do CDES.